# ジャコビアン時代

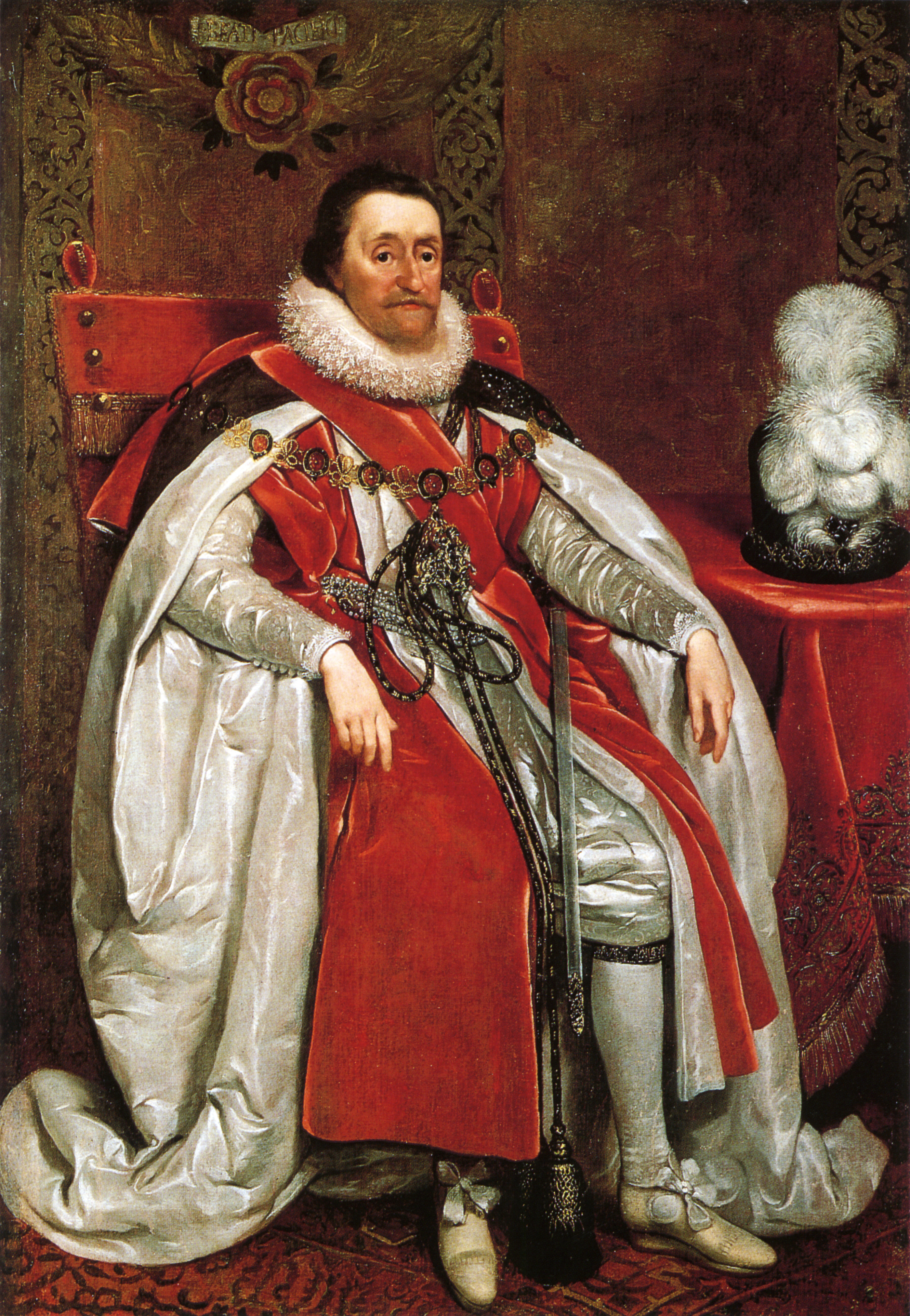
ジェームズ1世（この時代の最も著名な肖像画家ダニエル・マイテンス画、1621年）

ジャコビアン時代（ジャコビアンじだい、Jacobean era）は、イングランド史およびスコットランド史でジェームズ1世の治世期間（在位：1603年 - 1625年）を指す時代区分である。ジャコビアン時代はエリザベス朝（1558年 - 1603年）の次で、チャールズ1世時代（Caroline era。1625年 - 1642年）の前にあたり、この時代に支配的だった建築、視覚芸術、装飾芸術、文学のスタイルに「Jacobean」という語がつけられる（例：Jacobean architecture、Jacobean literature）。
「ジャコビアン（Jacobean）」という語は、英語名「ジェームズ（James）」の元々のヘブライ語形「ヤコブ（Jacob）」から派生したものである。

## ジャコビアン時代のハイライト
1人の統治者によるイングランドとスコットランドの正式な統合とまではいかないが、ジャコビアン時代は両国にとって重要な進展であることは確かで、現在に繋がるものである。それ以外にも、北米大陸に最初のイギリス植民地が建設されたのがこの時代である（1607年のジェームズタウン、1610年の ニューファンドランド、1620年のプリマス植民地）。中でもプリマス植民地はその後のイギリス植民地の基盤となり、結果としてカナダ、アメリカ合衆国両国の成立を導いた。
ジャコビアン時代に起きた悪名高い事件というと、1605年11月5日の火薬陰謀事件である。ガイ・フォークスらカトリック教徒が国王と貴族院のいるウェストミンスター宮殿を爆破しようとした。しかし、事件は未然に露見・阻止され、首謀者たちは首吊り・内臓抉り・四つ裂きの刑に処せられた。
1613年2月14日に行われたジェームズ1世の娘エリザベスとプファルツ選帝侯フリードリヒ5世との結婚は当時の社交的催しを超えるものだった。2人の結婚は政治的・軍事的に重要な意味を持っていた。2人は1619年にボヘミア王ならびに王妃に迎えられ、その結果として生まれた対立が三十年戦争の始まりだった。ジェームズ1世はこの大陸の争いへの関わり合いを（1623年の「戦争熱」の時でさえも）避け、それはジェームズ1世の統治の最も意義深くまた肯定的な一面を表している。
ボヘミアでの事件が起きる以前は、エリザベスとフリードリヒはロマンティックな理想主義噴出の中心にいた。事件が起きた後でさえも2人は、イングランド社交界に影響を与えたコメニウスやサミュエル・ハートリブらを含む知的サークルの中心にいた。

## 王国の財政
ジャコビアン時代の政治的事件と情勢は、経済的・財政的状況抜きに理解できない。ジェームズ1世はエリザベス1世から35万ポンドの負債を相続した。1608年までに負債は140万ポンドに膨れあがり、毎年14万ポンドずつ増加した。応急的な王室御料地の売却で、大蔵卿ロバート・セシルは1610年まで負債を30万ポンド、年間赤字は4万6千ポンドまで減らした。しかし、それ以上同じ方法で減らすことはできなかった。その結果、財政支援についての貴族院との緊張が生まれ、交渉は失敗に終わることが多かった。この状況が、ジェームズ1世とその息子で王位継承者のチャールズ1世の統治を悪化させ、イングランド内戦に繋がった。
ジャコビアン時代は厳しい不況（1620年 - 1626年）とともに幕を閉じた。最後の年、1625年にはロンドンで腺ペストが流行した。

## 文学
文学においては、ウィリアム・シェイクスピアの力作戯曲（『テンペスト』『リア王』『マクベス』など）がこの時期に書かれた。他には、ジョン・ウェブスター、ベン・ジョンソンの力作戯曲がある。ジョンソンは王党派詩人ジョン・ダンと並んで、この時代の代表的詩人でもあった。散文では、フランシス・ベーコンの作品や『欽定訳聖書』がある。
ジョンソンはさらに仮面劇（マスク）の革新者でもあった。イニゴー・ジョーンズによるデザインは、仮面劇を複合芸術にしたが、そうしたスペクタクルにかかるコストはこの時代を含めたステュアート朝をエリザベス朝の倹約さとかけ離れたところに位置づけ、その浪費と放漫な過剰さで、中流階級やピューリタンを疎遠にした。

## 科学
フランシス・ベーコンは、近代科学の発展に多大な貢献をした。ドイツのヨハネス・ケプラー、イタリアのガリレオ・ガリレイ同様、この時代の科学に「コペルニクス的転回」をもたらした。イギリス社会においてなお強い影響力を誇っていた中世スコラ学の権威主義に代わって、自然を客観的に探求することを提唱し、その土台を築いた。その業績は普遍的というよりは実践的で、その範囲は航海学、地図作成、測量術にまで及んだ。

## 美術

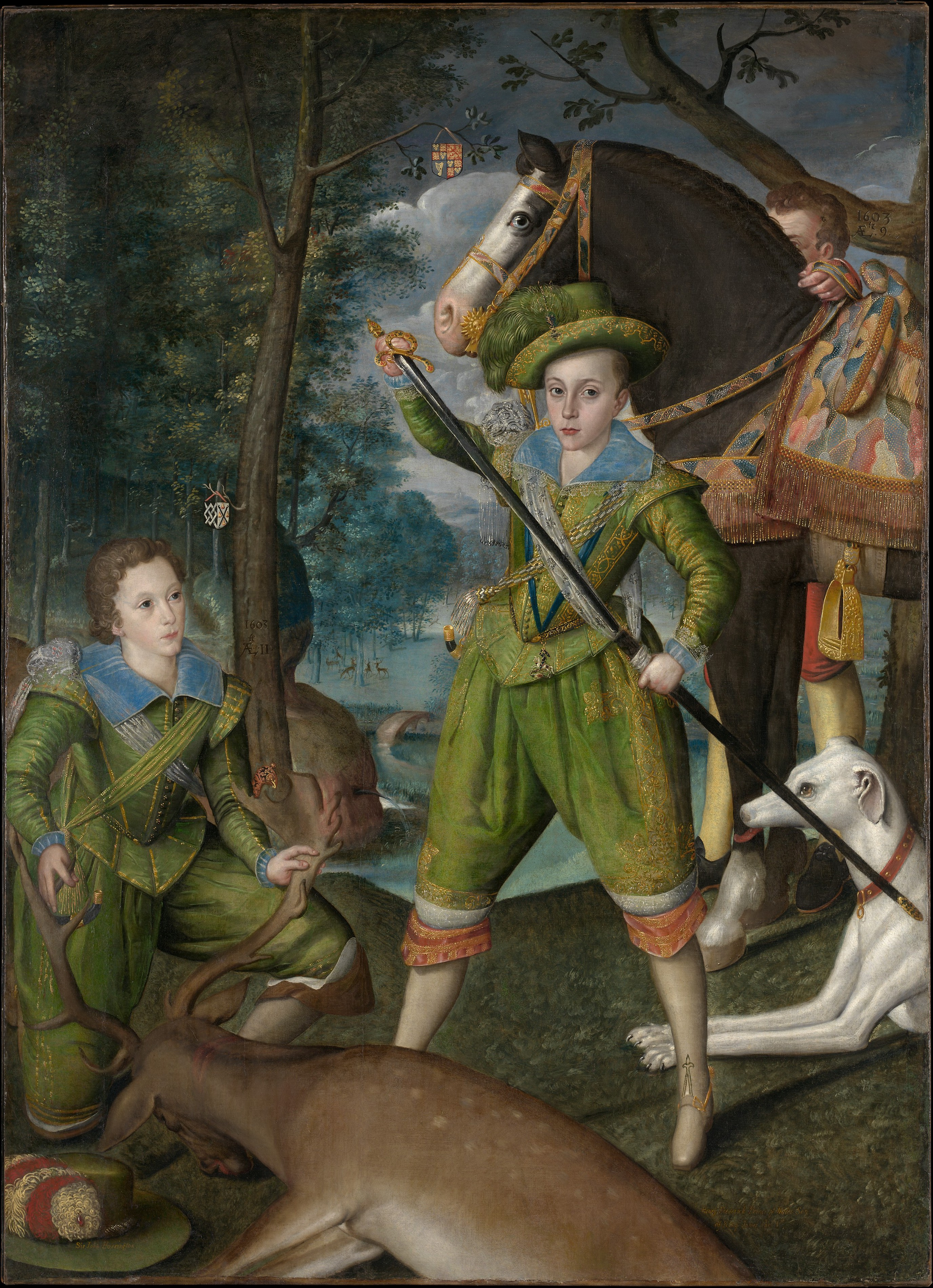
ロバート・ピーク・エルダー『Prince of Wales, and Sir John Harington』（1603年）

テューダー朝、ステュアート朝全般に言えることであるが、ジャコビアン時代の美術界で支配的だったのは外国人だった。この時代でもっとも著名な肖像画家ダニエル・マイテンス（Daniël Mijtens）はオランダ人で、次のチャールズ1世の時代にはフランドル出身のアンソニー・ヴァン・ダイクだった。しかし、自国の画派も先の時代からゆっくりと成長しつつあり、ロバート・ピーク・エルダー（Robert Peake the Elder）、ウィリアム・ラーキン（William Larkin）、サー・ナサニエル・ベーコン（Sir Nathaniel Bacon）という画家たちが活躍した。

## 建築
この時代の建築様式を「ジャコビアン様式」という。フランスやオランダの影響を受けたルネッサンス様式で、邸宅建築に用いられた。住宅の内部壁はパネルでつくられたインテリアに特色のある建築様式で、ハットフィールドハウス、チャールトンハウスが代表例。

## タバコの出現
習慣、作法、日常生活の分野では、タバコが流行し始めた。ジェームズ1世は1604年に『タバコへの抗議（A Counterblaste to Tobacco）』という論文を書いたが、何の効果もなかった。1612年には、ロンドンには7000のタバコ屋とスモーキング・ハウスがあった。バージニア植民地はタバコ栽培で生き残れた。